# Archäomagnetische Datierung
Archäomagnetismus bezeichnet eine Datierungsmethode, die ein Objekt, durch den Vergleich der in ihm gespeicherten magnetischen Informationen mit dem Zustand eines vergangenen Erdmagnetfelds, nach dem terminus ante quem datieren kann. Zwar wird die Archäomagnetische Datierung seltener als die Radiokarbon-Datierung verwendet, aber sie kann auch anorganische Materialien datieren. Dies macht sie zu einer wertvollen, komplementären Datierungstechnik.
Einer der größten Nachteile der archäomagnetischen Datierung ist, dass bis heute von gewissen Regionen in Europa keine vollständigen magnetischen Kalibrationskurven vor allem auch die vergangene Intensität des Erdmagnetfeldes betreffend, existieren. Seine grundlegende Methodik hat der Archäomagnetismus aus der geologischen Disziplin der Geophysik.

## Theoretische Grundlagen

### Das Erdmagnetfeld
Ein Magnet ist ein Körper, der aus einem magnetischen Norden und Süden besteht, die sich gegenseitig anziehen. Magnetismus entsteht bei der Bewegung von geladenen Teilchen. Zwischen dem magnetischen Norden und Süden liegt ein magnetisches Feld, das durch die sogenannten Feldlinien beschrieben werden kann.
Das Erdmagnetfeld hat dieselben Eigenschaften wie ein gewöhnlicher Stabmagnet. Es entsteht größtenteils im äußeren Erdkern und besteht aus sich langsam bewegendem geschmolzenen Eisen, das zwischen dem festen inneren Erdkern und dem festen Erdmantel eingeschlossen ist. Weil der äußere Kern aus geschmolzenem Eisen besteht, können Elektronen darin frei zirkulieren. Das Erdmagnetfeld entsteht nun, weil das Eisen als leitendes Material sowohl durch das thermodynamische Phänomen der Konvektionsströme, als auch aufgrund der Erdrotation bewegt wird. Es entsteht so eine Schraubenbewegung des flüssigen Eisens, die wie eine elektrische Spule ein Magnetfeld erzeugt. Man nennt diesen ganzen Vorgang aufgrund seiner zur Selbsterhaltung führenden positiven Rückkopplung Geodynamo.
Die Stärke und Richtung des Erdmagnetfelds kann an jeder Stelle des Feldes mit einem Vektor beschrieben werden. Man unterscheidet innerhalb dieses Vektors die Deklination, die Inklination und die Feldstärke. Die Deklination ist der Winkel zwischen dem geografischen Norden und der horizontalen Komponente. Die Inklination ist die Neigung oder Steigung des Vektors im Vergleich zur horizontalen Ebene. Die Feldstärke wird repräsentiert durch die Länge des Vektors.
Das Erdmagnetfeld ist ständiger Veränderung ausgesetzt. Zum einen scheint es um die Erdrotationsachse wie ein Kreisel zu präzedieren. Auch bewegt es sich aufgrund der leicht schnelleren Rotation des Erdmantels im Vergleich zum Erdkern vermeintlich gegen Westen. Daneben stören teils regionale, säkulare Variation genannte Phänomene das Magnetfeld. Sie können zum Beispiel durch Wirbelströme im äußeren Erdkern, geladene Partikel, die oft durch Sonnenwinde auf die Erde gelangen, oder durch Eisenlager in der Erdkruste ausgelöst werden. Außerdem kommt es etwa alle 500.000 Jahre zu einer Abnahme des Erdmagnetfelds mit darauffolgender Umpolung. Genau diese Veränderlichkeit des Erdmagnetfeldes macht sich die archäomagnetische Datierung zu nutzen.

### Aufzeichnungsmechanismen
Es gibt Materialien, die, nachdem sie magnetisiert wurden, die Magnetisierung beibehalten. Man nennt dies magnetische Remanenz. Die häufigsten dieser Materialien sind Eisenoxide. Sie kommen in Böden, in Ton, also auch in Keramik, und in vielen verschiedenen Steinen als Spurenelemente vor.
In Eisenoxid-Mineralien bilden sich magnetische Domänen, so genannte Weissbezirke. Weil ein Atom allen Elektronen benachbarter Atome in einem quantenmechanischen Austausch sein eigenes magnetisches Moment aufzwingt, resultiert in jeder Domäne eine typische magnetische Richtung. Im Anfangszustand ist nun jede Domäne in eine zufällige Richtung magnetisiert, so dass das resultierende magnetische Moment sehr klein ist. Wenn nun aber ein Mineral erwärmt wird, verringert sich die Magnetisierung schrittweise, bis sie bei einer bestimmten Temperatur ganz verschwindet. Diese Temperatur nennt man Curie-Temperatur, sie ist von der Reinheit, der Größe und der Form des Minerals abhängig. Bei der Abkühlung des Minerals remagnetisieren sich die Domänen wieder und übernehmen die Richtung und Stärke der magnetischen Umgebung, die oftmals dem Erdmagnetfeld gleichkommt. Es wird sich zwar nie jede Domäne nach der magnetischen Umgebung ausrichten, doch resultiert im Schnitt, bei diesem als Thermoremanenz bezeichneten Vorgang, ein für das Erdmagnetfeld repräsentatives Magnetfeld.
Um die remanente Magnetisierung wieder auszulöschen, muss das Mineral mindestens annähernd wieder bis zur Temperatur der ersten Remanenz erhitzt werden. Liegt die Curie-Temperatur eines Minerals unter 200° Celsius, ist die Chance groß, dass es die Magnetisierung im Verlauf der Zeit wieder abgibt. Man spricht dann von viskoser Remanenz. Solche Mineralien sind nicht zur Datierung geeignet.

## Datierungsmethode

### Methodische Grundlagen
Man kann aufgrund der Richtung oder der Stärke des Magnetfeldes datieren. Folgende Voraussetzungen müssen erfüllt sein, um ein Artefakt archäomagnetisch datieren zu können:
- Das zu untersuchende Objekt muss remanent magnetisierbare Mineralien enthalten.
- Das zu untersuchende Objekt muss hoher Hitze ausgesetzt gewesen sein, damit es thermoremanent magnetisiert werden konnte.
- Das zu untersuchende Objekt muss, im Falle der Untersuchung der Feldstärke, regional verwendet worden sein, oder darf, im Falle der Untersuchung der magnetischen Richtung, nicht bewegt worden sein.
- Eine Kalibrationskurve des Erdmagnetfelds, also eine Darstellung der Veränderung des Erdmagnetfeldes, muss für die Herkunftsregion des zu untersuchenden Objekts vorhanden sein. Die Daten für die Kalibrationskurve werden durch die magnetische Analyse von bereits datierten archäologischen Proben oder von Sedimenten gewonnen.

### Bestimmung der Richtung des Magnetfelds
Weil bei der Bestimmung der Richtung die Probe nicht gedreht werden darf, muss die Richtung des geografischen Nordens auf der Probe vermerkt werden.
Um die in der Probe enthaltenen störenden viskos-magnetischen Domänen zu neutralisieren, werden diese Bezirke entweder thermal oder mit einem Wechsel-Magnetfeld entmagnetisiert. Bei der thermalen Entmagnetisierung wird die Probe über die Curie-Temperatur der viskos-magnetischen aber unter die Curie-Temperatur der stabilen Domänen erhitzt. Bei der Entmagnetisierung mit Wechsel-Magnetfeld wird die Probe in ein schwaches Magnetfeld gesetzt, wobei die viskos-magnetischen Domänen dieses übernehmen und dann durch schrittweises Absenken des Magnetfeldes neutralisiert werden.
Es gibt eine Vielzahl von Magnetometern, die zur Bestimmung der Richtung des Magnetfeldes herangezogen werden können. Der geläufigste ist der Spinner-Magnetometer. Die Probe wird dabei auf einer Plattform in einem vom äußeren Magnetfeld geschützten Raum gedreht. Wegen des magnetischen Feldes wird dann in eine Spule, die um diese Plattform verläuft, Strom induziert. Dieser Strom kann gemessen werden und ist proportional zur Stärke des Magnetfeldes einer Richtung der Probe. Um alle drei Dimensionen der Richtung des Magnetfelds abzudecken, werden die Messungen noch zweimal, jeweils um 90° gedreht, wiederholt. Die drei bestimmten Vektoren können nun zu einem für die Probe resultierenden Vektor addiert werden.
Die gemessenen resultierenden Vektoren aller untersuchten Proben eines Objekts können dann schließlich auch wieder addiert werden. Unterschiedliche Messergebnisse der einzelnen Proben können wegen einer leichten Verschiebung des untersuchten Objekts, unterschiedlich magnetischer Mineralien mit unterschiedlichen Curie-Temperaturen innerhalb des Objekts oder der Nähe des Objekts zu anderen stark magnetischen Objekten auftreten. Ähnlich wie die Standardabweichung bei der Gauß-Statistik kann auch für den resultierenden Vektor ein Bereich (α = 95 %) bestimmt werden, in dem die Chance, dass der tatsächliche Vektor des Erdmagnetfeldes darin liegt, 95 % ist. Dieser Bereich liegt normalerweise bei ±2–3° Abweichung zum berechneten Vektor.
Den berechneten Bereich kann man nun auf die Kalibrationskurve der Deklination und Inklination des Fundortes legen und so das Alter des Objekts bestimmen.

### Bestimmung der Stärke des Magnetfelds
Mit der Untersuchung der Intensität des Magnetfeldes können auch tragbare, jedoch nur regional verwendete Objekte untersucht werden. Sie basiert auf der Annahme, dass zwischen der Stärke des induzierten Magnetfeldes und dem Erdmagnetfeld eine lineare Beziehung besteht, die wie folgt ausgedrückt werden kann:
{\displaystyle {M_{\text{alt}}}}={\displaystyle k}∙{\displaystyle {B_{\text{alt}}}}
M steht für das Magnetfeld, k für eine konstante, B für das induzierte Magnetfeld. In einem Labor kann nun das alte Magnetfeld einer Probe neutralisiert und neu magnetisiert werden. Unter der Annahme, dass auch das neue induzierte Magnetfeld im selben linearen Verhältnis zum äußeren Magnetfeld steht, kann man die Konstante k bestimmen:
{\displaystyle k={\frac {M_{\text{Labor}}}{B_{\text{Labor}}}}}
Da nun k bestimmt ist und auch {\displaystyle B_{\text{alt}}} experimentell bestimmt werden kann, kann man auch das alte Erdmagnetfeld berechnen. Durch Unterschiede zwischen der ursprünglichen und der im Labor vorherrschenden Atmosphäre und durch Inhomogenität der Probe kann das lineare Verhältnis gestört werden. Um herauszufinden, bei welchen Temperaturen die Beziehung zwischen den magnetischen Feldern linear ist, wird die Probe schrittweise erhitzt und die jeweils übrigbleibende Magnetisierung gemessen. Nach der Induktion des neuen Feldes wird dies auf die gleiche Weise wiederholt. Die Stärke des alten Erdmagnetfeldes kann nun mit einer Kalibrierungskurve abgeglichen und das Objekt so datiert werden.